# Философенко, Константин Михайлович
Константин Михайлович Философенко (род. 15 марта 1966 года, Пермь, СССР) — заслуженный тренер России, главный тренер сборной России по дзюдо.

## Биография
Константин Михайлович родился и живёт в городе Перми. Константин Михайлович Философенко вспоминает:
… был у меня друг и в Перми жили у него бабушка и дедушка. Он приезжал к нам на каникулы. Мы вместе бегали, играли. Как-то зимой он сделал сальто на снегу. Все местные ребята сбежались посмотреть, он и рассказал, что занимается дзюдо, там всему учат. Меня тогда не взяли в секцию — пришел на «Динамо», а оказалось, что все места уже заняты. Обошел здание с другой стороны, постучался в дверь, и повезло, что у другого тренера места в секции ещё были. Сначала меня тренировал Разгуляев, потом Поздеев. Со временем втянулся, стал постепенно набирать обороты.
Первые результаты: медали на Первенстве города, области, потом стал призёром чемпионата СССР и международных турниров.
После окончания 8 класса учился в профессиональном училище на столяра-плотника. По окончании училища Константина ждала служба в армии и поступление в Пермский государственный институт. 23 февраля 1989 года попал в автомобильную аварию, после которой ему пришлось завершить карьеру. В 1990 годах он получил предложение занять пост тренера. Константин Михайлович воспитал больше десяти мастеров спорта, более двадцати кандидатов в мастера спорта, заслуженного мастера спорта, «серебряного» призёра Олимпиады-2000 в Сиднее, неоднократную победительницу и призёра чемпионата Европы Любовь Брулетову, одиннадцатикратную чемпионку мира по самбо, чемпионку и призёра чемпионата Европы Ирину Родину. Одним из воспитанников Философенко также является Абдула Абдулжалилов.
В 2000 годах он работал с мужской командой, которая триумфально выступила на Олимпиаде в Лондоне. После завершения Олимпиады-2012 перешёл на работу в женскую команду.
Не так давно работа Константина Философенко была отмечена в его родном городе. Пермское землячество учредило общественную награду за выдающиеся достижения земляков — «Строгановскую премию». Выдающимися считаются конкретные успехи претендентов, получившие высокую оценку государственных органов, общественности и СМИ. Свыше ста кандидатов претендовали на премии в шести номинациях. Философенко был признан лучшим в номинации «За выдающиеся достижения в спорте».
Старший тренер мужской сборной России (весовые категории свыше 100 кг и абсолютная).

## Награды и звания
- Заслуженный тренер России
- Двукратный призёр чемпионата СССР
- Призёр международных турниров
- Лауреат Строгановской премии (2013)